# Agelasta transversesignata
Agelasta transversesignata là một loài bọ cánh cứng trong họ Cerambycidae.